# Serhij Kvit
Serhij Myronovytj Kvit, (ukrainska: Сергій Миронович Квіт) född 26 november 1965, Uzjgorod (nu Uzjhorod), Ukrainska SSR, Sovjetunionen, är en ukrainsk politiker och Ukrainas utbildningsminister. 
Kvit är professor och rektor för Kiev-Mohyla-akademin. Han var tidigare kapten inom den kontroversiella organisationen Tryzub med kopplingar till Högra Sektorn. Kvit är sedan 27 februari 2014 Ukrainas utbildningsminister. Samma månad utsågs han till rektor för Kiev-Mohyla-akademin.
Kvit har nått en ukrainsk Master sport-grad i fäktning.